# Loi d'abdication de l'empereur
Lire en ligne

Lire sur e-Gov Law Search

La Loi sur l'exception spéciale de la loi de la maison impériale concernant l'abdication de l'empereur, etc. (天皇の退位等に関する皇室典範特例法／てんのうのたいいとうにかんするこうしつてんぱんとくれいほう), dite aussi Loi d'abdication de l'empereur (天皇退位特例法), est une loi japonaise adoptée pour l'abdication d'Akihito, 125e empereur du Japon.
La loi spéciale est promulguée par la Diète du Japon le 9 juin 2017, après adoption par les deux chambres du Parlement. Elle entre partiellement en vigueur le 16 juin 2017, puis pleinement le 1er mai 2019 après l'intronisation de l'empereur Naruhito.

## Contexte

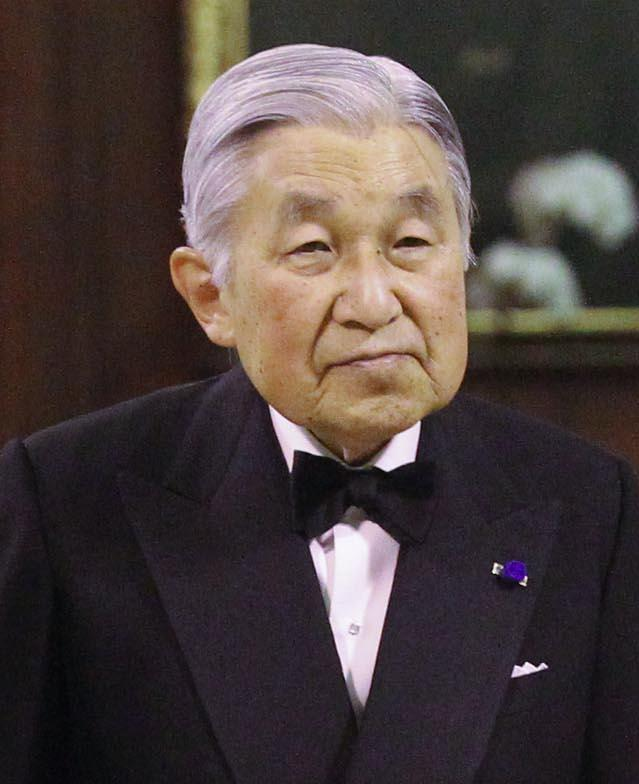
L'empereur Akihito (2016).

Selon la loi de la maison impériale de 1947, l'empereur est « sur le trône jusqu'à la mort ». La loi d'abdication, cependant, fournit une base juridique pour l'abdication d'Akihito et l'accession du prince héritier Naruhito et est décrite par le secrétaire général du Cabinet, Yoshihide Suga, comme « établissant des précédents pour l'avenir ».
Akihito aurait révélé son intention d'abdiquer dès le 22 juillet 2010 lors d'une réunion au palais impérial de Tokyo, admettant que les problèmes de santé de ses parents l'empereur Hirohito et l'impératrice Nagako, dans leurs dernières années, l'avaient énormément affecté.
Le 13 juillet 2016, l'unique groupe audiovisuel public japonais, la NHK, rapporte, en citant des responsables de l'Agence impériale, que « Sa Majesté l'empereur avait exprimé son intention d'abdiquer en faveur du prince héritier Naruhito dans les prochaines années »,. L'Agence a d'abord réfuté cette rumeur, la jugeant « impossible » et « irréaliste ».
Pourtant, quelques jours plus tard, l'Agence impériale annonce que l'empereur s'adressera le 8 août 2016 au peuple japonais dans un discours enregistré. Dans ce discours, Akihito ne prononce pas le mot « abdication » — l'abdication d'un empereur n'est pas prévue par la Constitution du Japon — mais insiste sur le déclin de son état de santé à la suite de ses diverses opérations et sur sa « difficulté à remplir [ses] fonctions en tant que symbole de l'État »,. Le Premier ministre japonais, Shinzō Abe, déclare que son gouvernement prend ces remarques au sérieux et entend discuter des mesures à prendre.

## Adoption de la loi
Entre 2016 et 2017, le Cabinet convoque quatorze réunions sur la réduction des charges de l'empereur. Le 21 avril 2017 est publié le rapport final des réunions qui recommande la promulgation d'une loi spéciale par la Diète nationale. Le projet de loi proposé permettrait à Akihito d'abdiquer et de se voir conférer le titre d'empereur émérite, tandis que l'épouse de l'empereur, l'impératrice Michiko, serait appelée impératrice émérite, tous deux conservant le prédicat de majesté. L'Agence impériale serait également réformée afin de créer le « Département de l'empereur émérite » et le « Département du prince héritier ».
Tous les partis parlementaires ont été invités à envoyer des représentants pour la rédaction du projet de loi, en vertu de l'article 1 de la Constitution, qui stipule que « l'empereur est le symbole de l'État et de l'unité du peuple ; il doit ses fonctions à la volonté du peuple, en qui réside le pouvoir souverain ».
Le projet de loi est approuvé lors de la réunion du Cabinet du 19 mai 2017 puis envoyé à la Diète le même jour,. Après discussion à la Chambre des représentants le 1er juin, le texte est adopté par la chambre basse à la majorité simple le jour suivant. La Chambre des conseillers, chambre haute du Parlement, adopte le texte le 9 juin sans objection,, mais le Parti libéral s'abstient de prendre part au vote, soutenant que l'abdication doit être traitée par un amendement de la loi de la maison impériale.
La loi entre partiellement en vigueur le 16 juin 2017. Une résolution incluse dans la loi confirme que « le gouvernement tiendra compte du rétrécissement de la famille impériale et envisagera diverses mesures concernant la succession impériale, y compris l'établissement d'un palais féminin, et fera un rapport en temps utile à la Diète nationale ».
Le parti d'opposition, le Parti démocrate constitutionnel, forme un groupe d'étude chargé d'étudier la possibilité d'une primogéniture absolue (c'est-à-dire de permettre la succession féminine à la Couronne) et de rendre permanentes les procédures d'abdication.

## Décisions ultérieures

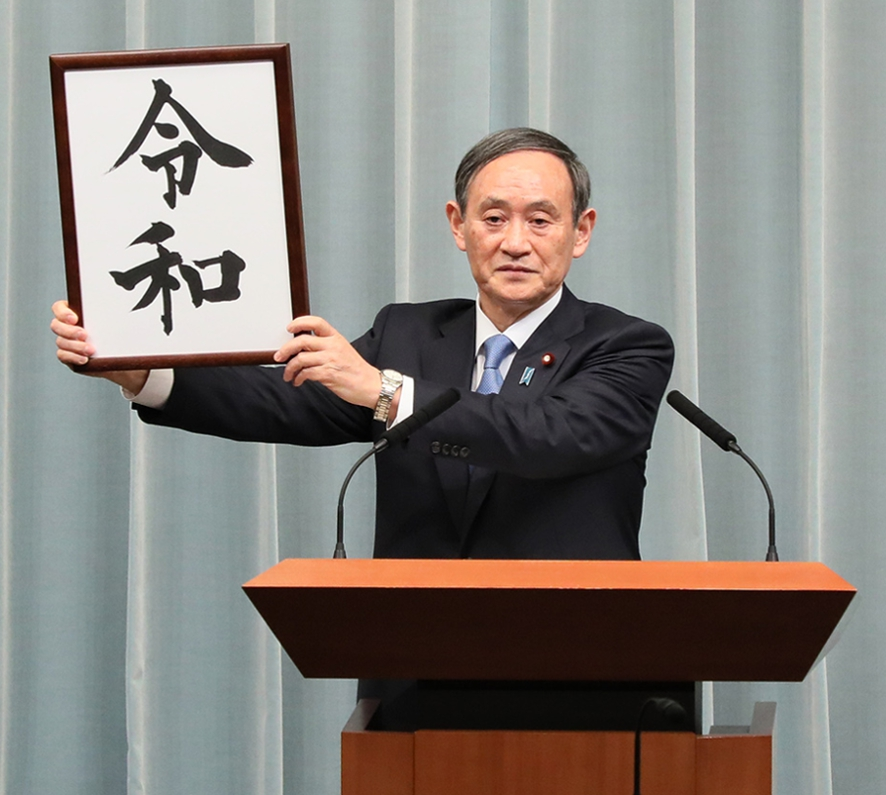
Reiwa, le nom de la nouvelle ère, annoncé par Yoshihide Suga, alors secrétaire général du Cabinet (2019).

Après l'adoption du projet de loi, le gouvernement commence à planifier le calendrier de l'abdication et à décider du nom de la nouvelle ère.
Le 1er décembre 2017, le Conseil de la maison impériale annonce que l'abdication d'Akihito aura lieu le 30 avril 2019,. L'abdication a été envisagée le 31 mars 2019 avec l'intronisation du nouvel empereur le lendemain mais cette idée a été abandonnée afin de ne pas interférer avec la campagne des élections municipales. Le 8 décembre 2017, le Cabinet accepte la date de l'abdication, et le décret est publié au journal officiel le 13 décembre. Le décret qui fournit la base juridique de la cérémonie d'abdication est également promulgué le 9 mars 2018 après une décision du Cabinet en ce sens trois jours auparavant.
Le 1er avril 2019, le Cabinet annonce le nom de la nouvelle ère, qui prendra effet le 1er mai 2019. Le prince héritier Naruhito devient ainsi le 126e empereur à minuit le 1er mai, le Japon passant de l'ère Heisei à l'ère Reiwa.

## Dispositions
- La section 1 fournit notamment des informations sur les problèmes de santé d'Akihito et la nécessité de l'abdication.
- La section 2 stipule que l'abdication et la succession auront lieu à la « date d'exécution ».
- La section 3 et la section 4 stipulent, respectivement, le titre de l'empereur Akihito et de l'impératrice Michiko après l'abdication.
- La section 5 confère le titre de prince héritier du Japon à Fumihito, le frère cadet de Naruhito.

Les annexes fournissent de plus amples détails sur l'application et la date d'expiration de la loi, l'application des lois relatives à l'empereur et à l'impératrice émérites et aux finances de la famille impériale, la fiscalité, l'exemption de consultation publique, l'amendement à la loi de la maison impériale, la loi sur les jours fériés et la loi sur l'Agence impériale.